# 赵师秀
趙師秀（1170年—1220年），字紫芝，號靈秀，亦号靈芝，又號天樂。永嘉（今浙江溫州）人。南宋詩人「永嘉四靈」之冠。

## 生平
宋太祖八世孙。乾道六年（1170年）出生，宋光宗紹熙元年（1190年）進士。寧宗慶元元年（1195年）任上元县（在今江苏省南京市境）主簿，後為筠州（今江西高安）推官。
趙師秀仕途不佳，但才情豪放，自言“官是三年满，身无一事忙”。其詩學姚合、賈島，音韻和諧、清麗自然，曾選賈島詩81首、姚合詩121首，合編為《二妙集》。作詩以五言律詩最佳，“專以煉句為工，而句法又以煉字為要”，“最为佼佼者”，被譽為“永嘉四靈”之冠。劉宰在江寧尉離任時，行囊中“惟篋藏主簿趙師秀酬唱詩而已”。
晚年寓居钱塘（今浙江杭州），嘉定十三年（1220年），卒，五月二日葬於西湖。刘克庄《悼师秀》诗云：“夺到斯人处，词林亦可悲。世间空有字，天下便无诗。”
著有《趙師秀集》2卷，別本《天樂堂集》1卷，皆佚。